# 9578 Klyazma
A 9578 Klyazma (ideiglenes jelöléssel 1989 GA3) a Naprendszer kisbolygóövében található aszteroida. Eric Walter Elst fedezte fel 1989. április 3-án.